# Coquainvilliers
Coquainvilliers – miejscowość i gmina we Francji, w regionie Normandia, w departamencie Calvados.
Według danych na rok 1990 gminę zamieszkiwały 712 osoby, a gęstość zaludnienia wynosiła 60 osób/km² (wśród 1815 gmin Dolnej Normandii Coquainvilliers plasuje się na 318. miejscu pod względem liczby ludności, natomiast pod względem powierzchni na miejscu 395.).